# Abara
Abara (アバラ) est un manga en deux volumes de Tsutomu Nihei prépublié dans Ultra Jump et édité par Shūeisha. En France, la série a été éditée par Glénat.

## Résumé
Un homme s’approche d’une infirmerie où les malades s’accumulent. Celui-ci se dirige vers l’hôtesse d’accueil quand brusquement il implose en un monstre blanc dévastant toute la salle. Dans une usine, Mlle Tadohomi cherche à rencontrer un des ouvriers nommé Itô. Celle-ci fait partie d’une organisation secrète qui souhaiterait que le jeune homme les aide à combattre cette menace, où des humains se transformeraient en shiro gauna (monstre blanc). Celui-ci refuse au premier abord et décide de quitter l’usine. Mais en sortant, il se met à contempler l’horizon. C’est alors qu’une sorte d’armure faite d’ossements sortant de sa colonne vertébrale le recouvre, faisant de lui, un kuro gauna. Il se dirige alors vers un bâtiment où des militaires tentent de venir à bout d’un monstre blanc. En fonçant vers l’ennemi, le combat prend une allure beaucoup plus violente et aérienne. Tant et si bien qu’Itô achève son adversaire en lui arrachant ses tripes. C’est un « homme » complètement épuisé sur lequel les militaires tombent. La police arrive sur les lieux et commence à mener son enquête, notamment l’inspecteur Sakijima qui voudrait bien découvrir qui est à l’origine de ces expériences monstrueuses.

## Personnages
- Denji Kudo, un kurogauna inachevé (monstre noir)
- Melle Tadachini Tadohomi, membre de la kegenryo (organisation secrète)
- Sakijama, inspecteur à la keihyobusho (police)
- Ayuta et Nayuta, sœurs, la première contrôle l'autre par la pensée, la seconde est un « kurogauna » cloné en plusieurs exemplaires.

## Fiche technique
- Mangaka : Tsutomu Nihei
- Édition japonaise : Shūeisha
  - Nombre de volumes sortis : 2 (terminé)
  - Date de première parution : 2005
- Édition française : Glénat
  - Nombre de volumes sortis : 2 (terminé)
  - Date de première publication : avril 2007
  - Format : 18 x 13 cm